# سولداد (آتلانتیکو)
سولداد (آتلانتیکو) (به اسپانیایی: Soledad, Atlántico) یک سکونتگاه مسکونی در کلمبیا است که در بخش آتلانتیکو واقع شده‌است.

## خصوصیات
سولداد ۶۷ کیلومترمربع مساحت و ۴۵۵٬۷۹۶ نفر جمعیت دارد و ۵ متر بالاتر از سطح دریا واقع شده‌است.